# Saison 2012 de la NFL
Navigation
Édition précédente Édition suivante
La saison 2012 de la NFL est la 93e saison de la National Football League (NFL), la ligue principale d'équipes professionnelles de football américain aux États-Unis regroupant 32 franchises.
La NFL est organisée en deux conférences distinctes depuis sa fusion avec sa rivale, l'American Football League en 1970 : la National Football Conference (NFC) et l'American Football Conference (AFC). Ces deux conférences sont subdivisées en quatre divisions de 4 équipes chacune: Est, Ouest, Nord et Sud.
Chaque franchise dispute 16 matchs en 17 semaines lors de la saison régulière qui débute le 5 septembre 2012 et se termine le 30 décembre 2012. Suit alors une phase de playoffs opposant les 6 meilleures équipes de la saison régulière dans chaque conférence et qui a débute le 5 janvier 2013 pour mener à la finale entre les deux champions de chaque conférence, le Super Bowl XLVII, disputé le 3 février 2013 au Mercedes-Benz Superdome de La Nouvelle-Orléans en Louisiane.

## Évènements

### Lock-out des arbitres
La pré-saison 2012 est marquée par un conflit social entre la NFL et le syndicat des arbitres professionnels à partir du mois de juin. Faute d'accords lors des négociations, la NFL décide un lockout des arbitres du syndicat, ce qui concerne tous les arbitres officiant en NFL et dans la première division universitaire de la NCAA (National College Athletic Association). Ainsi, en août, les matchs de présaison démarrent sans aucun arbitre professionnel avec des arbitres de divisions universitaires inférieures dont, pour la première fois, une femme, Shannon Eastin, lors du premier match de la présaison, le Pro Football Hall of Fame à Canton (Ohio), opposant le 8 août 2012.
Ce lock-out se poursuit pour le début de la saison, laissant les premiers matchs aux mains des arbitres remplaçants. Rapidement, les polémiques sur des erreurs d'arbitrages enflent, et au fil des semaines, tant les fans, que les joueurs ou même les coachs se plaignent de décisions erronées. Le summum est atteint le 24 septembre, à l'occasion du Monday Night Football clôturant la 3e semaine de la saison, au cours duquel les arbitres remplaçants accordent dans les ultimes secondes du match un touchdown très contestable pour les Seahawks de Seattle, leur permettant de remporter une victoire 14-12 sur les Packers de Green Bay. À la suite de la polémique, la NFL annonce finalement, deux jours plus tard, avoir conclu un accord avec les arbitres, mettant fin au lock-out et au remplacement.

### Matchs intra et interconférence
Selon le calendrier de la NFL, les divisions s'affrontant cette saison sont les suivantes :

#### Intraconférence
- AFC Est contre AFC Sud
- AFC Nord contre AFC Ouest
- NFC Est contre NFC Sud
- NFC Nord contre NFC Ouest

#### Interconférence
- AFC Est contre NFC Ouest
- AFC Nord contre NFC Est
- AFC Sud contre NFC Nord
- AFC Ouest contre NFC Sud

### Match hors des États-Unis
Un seul match a eu lieu à l'étranger, comme à chaque saison depuis 2007 dans le cadre de la série internationale, bien que la NFL ait envisagé d'en jouer un second en Irlande, Écosse ou Pays de Galles.
Le 28 octobre 2012, les Rams de Saint Louis ont accueilli les Patriots de la Nouvelle-Angleterre à Londres, au stade de Wembley. Les Pats ont remporté le match sur le score de 45 à 7.

### Changement de règles
- Les révisions vidéo en cas de points marqués sont étendues à l'ensemble de la durée du match et non seulement aux 2 dernières minutes de mi-temps ou aux prolongations comme c'était le cas depuis la saison 2011.
- Le règlement de mort subite concernant les prolongations adopté en 2010 pour les playoffs est étendu à la saison régulière. Si l'équipe qui engage marque un touchdown en premier, elle remporte le match. Si en revanche, elle ne marque qu'un field goal, l'équipe qui n'a pas engagé peut égaliser sur un field goal ou remporter le match sur un touchdown sur sa première possession. Si les deux équipes sont encore à égalité après une possession chacune (soit en n'ayant marqué qu'un field goal, soit en n'ayant marqué aucun point), la prolongation se continue selon la mort subite (la première équipe qui marque alors gagne le match). Si enfin, à la fin de la prolongation, les équipes sont encore à égalité, le match se termine sur un match nul.
- La pénalité pour 12 joueurs sur le terrain ne coûte plus de temps à l'équipe qui la subit.

## Mouvements notables

### Entraîneurs
- Jaguars de Jacksonville : Mike Mularney remplace Mel Tucker
- Chiefs de Kansas City : Romeo Crennel remplace Todd Haley
- Dolphins de Miami : Joe Philbin remplace Todd Bowles
- Rams de Saint Louis : Jeff Fischer remplace Steve Spagnuolo
- Buccaneers de Tampa Bay : Greg Schiano remplace Greg Morris
- Raiders d'Oakland : Dennis Allen remplace Hue Jackson
- Colts d'Indianapolis : Chuck Pagano remplace Jim Caldwell
- Saints de La Nouvelle-Orléans : Joe Vitt remplace Sean Payton

### Joueurs
- Peyton Manning, blessé toute la saison précédente quitte les Colts d'Indianapolis pour signer aux Broncos de Denver. Il est remplacé par Andrew Luck, un quarterback rookie (débutant), enrôlé lors du premier tour de draft par les Colts qui ont fini dernière équipe de la NFL la saison précédente.
- Tim Tebow, quarterbarck vedette des Broncos la saison précédente les quitte pour signer aux Jets de New York.

### Drafts
Lors de la draft 2012 de la NFL, quatre quarterbacks ont été draftés au premier tour (notamment les 2 premières places) et ont été titulaires dès le début de saison.
- Andrew Luck (Cardinal de Stanford) est drafté à la première place par les Colts d'Indianapolis.
- Robert Griffin III (Bears de Baylor) est drafté à la deuxième place par les Redskins de Washington.
- Ryan Tannehill (Aggies du Texas) est drafté à la huitième place par les Dolphins de Miami.
- Brandon Weeden (Cowboys d'Oklahoma State) est drafté à la 22e place par les Browns de Cleveland.

Russell Wilson (Badgers du Wisconsin), drafté au 3e tour à la 75e place par les Seahawks de Seattle, est également le titulaire surprise de son équipe dès le début de saison.

## Saison régulière

### Classement de la saison régulière
| Franchise                                | V  | D  | N | PCT  | DIV   | CONF   | PM  | PE  |
| ---------------------------------------- | -- | -- | - | ---- | ----- | ------ | --- | --- |
| z (2) Patriots de la Nouvelle-Angleterre | 12 | 4  | 0 | 75   | 6-0-0 | 11-1-0 | 557 | 331 |
| Dolphins de Miami                        | 7  | 9  | 0 | 43,8 | 2-4-0 | 5-7-0  | 288 | 317 |
| Jets de New York                         | 6  | 10 | 0 | 37,5 | 2-4-0 | 4-8-0  | 281 | 375 |
| Bills de Buffalo                         | 6  | 10 | 0 | 37,5 | 2-4-0 | 5-7-0  | 344 | 435 |

| Franchise                    | V  | D  | N | PCT  | DIV   | CONF   | PM  | PE  |
| ---------------------------- | -- | -- | - | ---- | ----- | ------ | --- | --- |
| y (4) Redskins de Washington | 10 | 6  | 0 | 62,5 | 5-1-0 | 8-4-0  | 436 | 388 |
| Giants de New York           | 9  | 7  | 0 | 56,3 | 3-3-0 | 8-4-0  | 429 | 344 |
| Cowboys de Dallas            | 8  | 8  | 0 | 50   | 3-3-0 | 5-7-0  | 376 | 400 |
| Eagles de Philadelphie       | 4  | 12 | 0 | 25   | 1-5-0 | 2-10-0 | 280 | 444 |

| Franchise                   | V  | D  | N | PCT  | DIV   | CONF  | PM  | PE  |
| --------------------------- | -- | -- | - | ---- | ----- | ----- | --- | --- |
| y (4) Ravens de Baltimore   | 10 | 6  | 0 | 62,5 | 4-2-0 | 8-4-0 | 398 | 344 |
| x (6) Bengals de Cincinnati | 10 | 6  | 0 | 62,5 | 3-3-0 | 7-5-0 | 391 | 320 |
| Steelers de Pittsburgh      | 8  | 8  | 0 | 50   | 3-3-0 | 5-7-0 | 336 | 314 |
| Browns de Cleveland         | 5  | 11 | 0 | 31,3 | 2-4-0 | 5-7-0 | 302 | 368 |

| Franchise                  | V  | D  | N | PCT  | DIV   | CONF  | PM  | PE  |
| -------------------------- | -- | -- | - | ---- | ----- | ----- | --- | --- |
| y (3) Packers de Green Bay | 11 | 5  | 0 | 68,8 | 5-1-0 | 8-4-0 | 433 | 336 |
| x (6) Vikings du Minnesota | 10 | 6  | 0 | 62,5 | 4-2-0 | 7-5-0 | 379 | 348 |
| Bears de Chicago           | 10 | 6  | 0 | 62,5 | 3-3-0 | 7-5-0 | 375 | 277 |
| Lions de Détroit           | 4  | 12 | 0 | 25   | 0-6-0 | 3-9-0 | 372 | 437 |

| Franchise                  | V  | D  | N | PCT  | DIV   | CONF   | PM  | PE  |
| -------------------------- | -- | -- | - | ---- | ----- | ------ | --- | --- |
| y (3) Texans de Houston    | 12 | 4  | 0 | 75   | 5-1-0 | 10-2-0 | 416 | 331 |
| x (5) Colts d'Indianapolis | 11 | 5  | 0 | 68,8 | 4-2-0 | 8-4-0  | 357 | 387 |
| Titans du Tennessee        | 6  | 10 | 0 | 37,5 | 1-5-0 | 5-7-0  | 330 | 471 |
| Jaguars de Jacksonville    | 2  | 14 | 0 | 12,5 | 2-4-0 | 2-10-0 | 255 | 444 |

| Franchise                     | V  | D | N | PCT  | DIV   | CONF  | PM  | PE  |
| ----------------------------- | -- | - | - | ---- | ----- | ----- | --- | --- |
| z* (1) Falcons d'Atlanta      | 13 | 3 | 0 | 81,3 | 3-3-0 | 9-3-0 | 419 | 299 |
| Panthers de la Caroline       | 7  | 9 | 0 | 43,8 | 3-3-0 | 5-7-0 | 357 | 363 |
| Saints de La Nouvelle-Orléans | 7  | 9 | 0 | 43,8 | 3-3-0 | 5-7-0 | 461 | 454 |
| Buccaneers de Tampa Bay       | 7  | 9 | 0 | 43,8 | 3-3-0 | 4-8-0 | 389 | 394 |

| Franchise                | V  | D  | N | PCT  | DIV   | CONF   | PM  | PE  |
| ------------------------ | -- | -- | - | ---- | ----- | ------ | --- | --- |
| z* (1) Broncos de Denver | 13 | 3  | 0 | 81,3 | 6-0-0 | 10-2-0 | 481 | 289 |
| Chargers de San Diego    | 7  | 9  | 0 | 43,8 | 4-2-0 | 7-5-0  | 350 | 350 |
| Raiders d'Oakland        | 4  | 12 | 0 | 25   | 2-4-0 | 4-8-0  | 290 | 443 |
| Chiefs de Kansas City    | 2  | 14 | 0 | 12,5 | 0-6-0 | 0-12-0 | 211 | 425 |

| Franchise                    | V  | D  | N | PCT  | DIV   | CONF  | PM  | PE  |
| ---------------------------- | -- | -- | - | ---- | ----- | ----- | --- | --- |
| z (2) 49ers de San Francisco | 11 | 4  | 1 | 71,9 | 3-2-1 | 7-4-1 | 397 | 273 |
| x (5) Seahawks de Seattle    | 11 | 5  | 0 | 68,8 | 3-3-0 | 8-4-0 | 412 | 245 |
| Rams de Saint-Louis          | 7  | 8  | 1 | 46,9 | 4-1-1 | 6-5-1 | 299 | 348 |
| Cardinals de l'Arizona       | 5  | 11 | 0 | 31,3 | 1-5-0 | 3-9-0 | 250 | 357 |

- x : wild-card
- y : Champion de division, wild-card
- z : Champion de division dispensé de wild-card
- * : avantage du terrain pendant les playoffs
- Qualifié pour les playoffs

### Statistiques individuelles

#### Meilleurs quarterbacks
| - Évaluation 1. Aaron Rodgers (Packers) : 108,0 2. Peyton Manning (Broncos) : 105,8 3. Robert Griffin III (Redskins) : 102,4 (record NFL rookie) 4. Russell Wilson (Seahawks) : 100,0 5. Matt Ryan (Falcons) : 99,1 (à noter les 104.1 d'Alex Smith, qui n'a joué que la première partie de la saison) | - Total de yards 1. Drew Brees (Saints) : 5 177 2. Matthew Stafford (Lions) : 4 967 3. Tony Romo (Cowboys) : 4 903 4. Tom Brady (Patriots) : 4 827 5. Matt Ryan (Falcons) : 4 719 | - Nombre de touchdowns 1. Drew Brees (Saints) : 43 2. Aaron Rodgers (Packers) : 39 3. Peyton Manning (Broncos) : 37 4. Tom Brady (Patriots) : 34 5. Matt Ryan (Falcons) : 32 |

#### Meilleurs wide receivers
| - Total de yards 1. Calvin Johnson (Lions) : 1 964 (record NFL) 2. Andre Johnson (Texans) : 1 598 3. Brandon Marshall (Bears) : 1 508 4. Demaryius Thomas (Broncos) : 1 434 5. Vincent Jackson (Buccaneers) : 1 384 | - Nombre de touchdowns 1. James Jones (Packers) : 14 2. Eric Decker (Broncos) : 13 3. Dez Bryant (Cowboys) : 12 4. A. J. Green (Bengals) : 11 4. Rob Gronkowski (Patriots) : 11 | - Nombre de réceptions 1. Calvin Johnson (Lions) : 122 2. Brandon Marshall (Bears) : 118 2. Wes Welker (Patriots) : 118 4. Andre Johnson (Texans) : 112 5. Jason Witten (Cowboys) : 110 (record NFL pour un tight end) |

#### Meilleurs running backs
| - Total de yards à la course 1. Adrian Peterson (Vikings) : 2 097 2. Alfred Morris (Redskins) : 1 613 3. Marshawn Lynch (Seahawks) : 1 590 4. Jamaal Charles (Chiefs) : 1 509 5. Doug Martin (Buccaneers) : 1 454 | - Nombre de touchdowns 1. Arian Foster (Texans) : 15 2. Alfred Morris (Redskins) : 13 3. Adrian Peterson (Vikings) : 12 3. Stevan Ridley (Patriots) : 12 5. Marshawn Lynch (Seahawks) : 11 |  |

#### Meilleurs défenseurs
| - Total de tackles 1. Luke Kuechly (Panthers) : 164 2. NaVorro Bowman (49ers) : 149 3. Chad Greenway (Vikings) : 148 4. Jerod Mayo (Patriots) : 147 5. Jerrell Freeman (Colts) : 145 | - Nombre de sacks 1. J. J. Watt (Texans) : 20,5 2. Aldon Smith (49ers) : 19,5 3. Von Miller (Broncos) : 18,5 4. Cameron Wake (Dolphins) : 15 5. Clay Matthews (Packers) : 13 | - Nombre d'interceptions 1. Tim Jennings (Bears) : 9 2. Stevie Brown (Giants) : 8 2. Richard Sherman (Seahawks) : 8 4. Patrick Peterson (Cardinals) : 7 5. Thomas DeCoud (Falcons) : 6 |  |

L'usage de l'italique indique les joueurs rookies au cours de cette saison.

### Récompenses individuelles
Source : NFL.com
- MVP de la saison : Adrian Peterson (Vikings du Minnesota), running back
- Coach de l'année : Bruce Arians (Colts d'Indianapolis)
- Joueur Offensif de l'année : Adrian Peterson (Vikings du Minnesota), running back
- Joueur Défensif de l'année : J. J. Watt (Texans de Houston), defensive end
- Rookie Offensif de l'année : Robert Griffin III (Redskins de Washington), quarterback
- Rookie Défensif de l'année : Luke Kuechly (Panthers de la Caroline), linebacker
- Rookie de l'année* : Russell Wilson (Seahawks de Seattle), quarterback
- Comeback NFL de l'année : Peyton Manning (Broncos de Denver), quarterback
- MVP du Super Bowl XLVII : Joe Flacco (Ravens de Baltimore), quarterback

(*) désigné par les fans sur le site NFL.com, à l'inverse des autres récompenses décernées par l'Associated Press.

## Playoffs

### Tableau du tour final
|  | Tour Wild Cards | Tour Wild Cards | Tour Wild Cards |                     |              | Playoffs de Division | Playoffs de Division | Playoffs de Division |    |  | Finales de Conférence | Finales de Conférence | Finales de Conférence |    |  | Super Bowl XLVII | Super Bowl XLVII | Super Bowl XLVII |
|  |                 |                 |                 |                     |              |                      |                      |                      |    |  |                       |                       |                       |    |  |                  |                  |                  |
|  | 5               | Seattle         | 24              |                     |              |                      |                      |                      |    |  |                       |                       |                       |    |  |                  |                  |                  |
|  | 4               | Washington      | 14              |                     |              |                      |                      |                      |    |  |                       |                       |                       |    |  |                  |                  |                  |
|  | 4               | Washington      | 14              |                     | 5            | Seattle              | 28                   |                      |    |  |                       |                       |                       |    |  |                  |                  |                  |
|  |                 |                 |                 |                     | 5            | Seattle              | 28                   |                      |    |  |                       |                       |                       |    |  |                  |                  |                  |
|  |                 |                 | 1               | Atlanta             | 30           |                      |                      |                      |    |  |                       |                       |                       |    |  |                  |                  |                  |
|  |                 |                 | 1               | Atlanta             | 30           |                      |                      |                      |    |  |                       |                       |                       |    |  |                  |                  |                  |
|  |                 |                 |                 |                     |              |                      |                      |                      |    |  |                       |                       |                       |    |  |                  |                  |                  |
|  |                 |                 |                 |                     |              |                      |                      |                      |    |  |                       |                       |                       |    |  |                  |                  |                  |
|  |                 |                 |                 |                     |              |                      | 1                    | Atlanta              | 24 |  |                       |                       |                       |    |  |                  |                  |                  |
|  | NFC             |                 |                 |                     |              |                      | 1                    | Atlanta              | 24 |  |                       |                       |                       |    |  |                  |                  |                  |
|  |                 | 2               | San Francisco   | 28                  |              |                      |                      |                      |    |  |                       |                       |                       |    |  |                  |                  |                  |
|  | 6               | 2               | San Francisco   | 28                  | Minnesota    | 10                   |                      |                      |    |  |                       |                       |                       |    |  |                  |                  |                  |
|  | 6               |                 |                 |                     | Minnesota    | 10                   |                      |                      |    |  |                       |                       |                       |    |  |                  |                  |                  |
|  | 3               | Green Bay       | 24              |                     |              |                      |                      |                      |    |  |                       |                       |                       |    |  |                  |                  |                  |
|  | 3               | Green Bay       | 24              |                     | 3            | Green Bay            | 31                   |                      |    |  |                       |                       |                       |    |  |                  |                  |                  |
|  |                 |                 |                 |                     | 3            | Green Bay            | 31                   |                      |    |  |                       |                       |                       |    |  |                  |                  |                  |
|  |                 |                 | 2               | San Francisco       | 45           |                      |                      |                      |    |  |                       |                       |                       |    |  |                  |                  |                  |
|  |                 |                 | 2               | San Francisco       | 45           |                      |                      |                      |    |  |                       |                       |                       |    |  |                  |                  |                  |
|  |                 |                 |                 |                     |              |                      |                      |                      |    |  |                       |                       |                       |    |  |                  |                  |                  |
|  |                 |                 |                 |                     |              |                      |                      |                      |    |  |                       |                       |                       |    |  |                  |                  |                  |
|  |                 |                 |                 |                     |              |                      |                      |                      |    |  |                       | 2                     | San Francisco         | 31 |  |                  |                  |                  |
|  |                 |                 |                 |                     |              |                      |                      |                      |    |  |                       |                       |                       |    |  |                  |                  |                  |
|  |                 | 4               | Baltimore       | 34                  |              |                      |                      |                      |    |  |                       |                       |                       |    |  |                  |                  |                  |
|  | 6               | 4               | Baltimore       | 34                  | Cincinnati   | 13                   |                      |                      |    |  |                       |                       |                       |    |  |                  |                  |                  |
|  | 6               |                 |                 |                     | Cincinnati   | 13                   |                      |                      |    |  |                       |                       |                       |    |  |                  |                  |                  |
|  | 3               | Houston         | 19              |                     |              |                      |                      |                      |    |  |                       |                       |                       |    |  |                  |                  |                  |
|  | 3               | Houston         | 19              |                     | 3            | Houston              | 28                   |                      |    |  |                       |                       |                       |    |  |                  |                  |                  |
|  |                 |                 |                 |                     | 3            | Houston              | 28                   |                      |    |  |                       |                       |                       |    |  |                  |                  |                  |
|  |                 |                 | 2               | Nouvelle-Angleterre | 41           |                      |                      |                      |    |  |                       |                       |                       |    |  |                  |                  |                  |
|  |                 |                 | 2               | Nouvelle-Angleterre | 41           |                      |                      |                      |    |  |                       |                       |                       |    |  |                  |                  |                  |
|  |                 |                 |                 |                     |              |                      |                      |                      |    |  |                       |                       |                       |    |  |                  |                  |                  |
|  |                 |                 |                 |                     |              |                      |                      |                      |    |  |                       |                       |                       |    |  |                  |                  |                  |
|  |                 |                 |                 |                     |              |                      | 2                    | Nouvelle-Angleterre  | 13 |  |                       |                       |                       |    |  |                  |                  |                  |
|  | AFC             |                 |                 |                     |              |                      | 2                    | Nouvelle-Angleterre  | 13 |  |                       |                       |                       |    |  |                  |                  |                  |
|  |                 | 4               | Baltimore       | 28                  |              |                      |                      |                      |    |  |                       |                       |                       |    |  |                  |                  |                  |
|  | 5               | 4               | Baltimore       | 28                  | Indianapolis | 9                    |                      |                      |    |  |                       |                       |                       |    |  |                  |                  |                  |
|  | 5               |                 |                 |                     | Indianapolis | 9                    |                      |                      |    |  |                       |                       |                       |    |  |                  |                  |                  |
|  | 4               | Baltimore       | 24              |                     |              |                      |                      |                      |    |  |                       |                       |                       |    |  |                  |                  |                  |
|  | 4               | Baltimore       | 24              |                     | 4            | Baltimore            | 38*                  |                      |    |  |                       |                       |                       |    |  |                  |                  |                  |
|  |                 |                 |                 |                     | 4            | Baltimore            | 38*                  |                      |    |  |                       |                       |                       |    |  |                  |                  |                  |
|  |                 |                 | 1               | Denver              | 35           |                      |                      |                      |    |  |                       |                       |                       |    |  |                  |                  |                  |
|  |                 |                 | 1               | Denver              | 35           |                      |                      |                      |    |  |                       |                       |                       |    |  |                  |                  |                  |
|  |                 |                 |                 |                     |              |                      |                      |                      |    |  |                       |                       |                       |    |  |                  |                  |                  |

(*) Indique les victoires en prolongations.
Pour chaque conférence, le résultat du match de wild card entre les équipes classées 3e et 6e détermine les rencontres du second tour. Si l'équipe classée 3e l'emporte, elle rencontre ensuite l'équipe classée 2e de la conférence et l'autre équipe qui remporte le tour wild card rencontre l'équipe classée 1re. Si l'équipe classée 6e remporte le tour de wild card, elle rencontre ensuite l'équipe classée 1re et l'autre équipe qui a remporté la wild card rencontre l'équipe classée 2e.

### Wild card (tour de repêchage)
Le tour de repêchage qualifie quatre équipes qui rejoindront les quatre équipes qualifiées directement grâce à un meilleur classement à l'issue de la saison régulière (classées en 1re ou 2e place des conférences AFC et NFC). Huit équipes participent au tour de repêchages: les quatre champions de division non directement qualifiés pour le second tour et les deux meilleures équipes restantes de chaque conférence. Les quatre équipes qui remportent le tour de wild card rejoignent ensuite les quatre équipes qualifiées directement.

#### Samedi 5 janvier 2013
AFC : Bengals de Cincinnati - Texans de Houston

Match disputé au Reliant Stadium de Houston

Statistiques de la rencontre : Bengals - Texans : 13 - 19

Résumé sur nfl.com
| Quart-temps | 1 | 2 | 3 | 4 | Total |
| ----------- | - | - | - | - | ----- |
| Bengals     | 0 | 7 | 3 | 3 | 13    |
| Texans      | 3 | 6 | 7 | 3 | 19    |

NFC : Vikings du Minnesota - Packers de Green Bay

Match disputé au Lambeau Field, à Green Bay

Statistiques de la rencontre : Vikings - Packers : 10 - 24

Résumé sur nfl.com
| Quart-temps | 1 | 2  | 3 | 4 | Total |
| ----------- | - | -- | - | - | ----- |
| Vikings     | 3 | 0  | 0 | 7 | 10    |
| Packers     | 7 | 10 | 7 | 0 | 24    |

#### Dimanche 6 janvier 2013
AFC : Colts d'Indianapolis - Ravens de Baltimore

Match disputé au M&T Bank Stadium de Baltimore

Statistiques de la rencontre : Colts - Ravens: 9 - 24

Résumé sur nfl.com

Note : ce match est le dernier de la carrière de Ray Lewis à domicile, le vétéran ayant annoncé prendre sa retraite à l'issue de ces play-offs.
| Quart-temps | 1 | 2  | 3 | 4 | Total |
| ----------- | - | -- | - | - | ----- |
| Colts       | 0 | 6  | 3 | 0 | 9     |
| Ravens      | 0 | 10 | 7 | 7 | 24    |

NFC : Seahawks de Seattle  - Redskins de Washington

Match disputé au FedExField de Landover

Statistiques de la rencontre : Seahawks - Redskins : 24 - 14

Résumé sur nfl.com

Note : ce match constitue la première victoire à l'extérieur en play-offs des Seahawks depuis une victoire 27-20 contre les Dolphins en 1983.
| Quart-temps | 1  | 2  | 3 | 4  | Total |
| ----------- | -- | -- | - | -- | ----- |
| Seahawks    | 0  | 13 | 0 | 11 | 24    |
| Redskins    | 14 | 0  | 0 | 0  | 14    |

### Tour de division (demi-finales de conférence)

#### Samedi 12 janvier 2013
AFC : Ravens de Baltimore - Broncos de Denver

Match disputé au Mile High Stadium de Denver

Statistiques de la rencontre : Ravens - Broncos : 38 - 35 (2 prolongations)

Résumé sur nfl.com
| Quart-temps | 1  | 2 | 3 | 4 | 1repr | 2epr | Total |
| ----------- | -- | - | - | - | ----- | ---- | ----- |
| Ravens      | 14 | 7 | 7 | 7 | 0     | 3    | 38    |
| Broncos     | 14 | 7 | 7 | 7 | 0     | 0    | 35    |

NFC : Packers de Green Bay - 49ers de San Francisco

Match disputé au Candlestick Park, à San Francisco

Statistiques de la rencontre : Packers - 49ers : 31 - 45

Résumé sur nfl.com

Note : au cours de ce match, Colin Kaepernick a battu le record du plus grand nombre de yards jamais courus par un quarterback en NFL, avec 181 (devant les 173 yards de Michael Vick).
| Quart-temps | 1  | 2  | 3 | 4  | Total |
| ----------- | -- | -- | - | -- | ----- |
| Packers     | 14 | 7  | 3 | 7  | 31    |
| 49ers       | 7  | 17 | 7 | 14 | 45    |

#### Dimanche 13 janvier 2013
NFC : Seahawks de Seattle - Falcons d'Atlanta

Match disputé au Georgia Dome d'Atlanta

Statistiques de la rencontre : Seahawks - Falcons: 28 - 30

Résumé sur nfl.com

Note : les Seahawks ont concédé un score de 20-0 à la mi-temps, avant de prendre la tête pour la première fois à 30 secondes de la fin du match (28-27), et de s'incliner sur un field goal final (30-28). Russell Wilson a battu à cette occasion le record du plus grand nombre de yards lancés par un quarterback rookie en play-offs, avec 385 yards. Matt Ryan signe sa première victoire en play-offs pour sa quatrième participation.
| Quart-temps | 1  | 2 | 3 | 4  | Total |
| ----------- | -- | - | - | -- | ----- |
| Seahawks    | 0  | 0 | 7 | 21 | 28    |
| Falcons     | 10 | 7 | 7 | 3  | 30    |

AFC : Texans de Houston  - Patriots de la Nouvelle-Angleterre

Match disputé au Gillette Stadium de Foxborough

Statistiques de la rencontre : Texans - Patriots : 28 - 41

Résumé sur nfl.com
| Quart-temps | 1 | 2  | 3  | 4  | Total |
| ----------- | - | -- | -- | -- | ----- |
| Texans      | 3 | 10 | 0  | 15 | 28    |
| Patriots    | 7 | 10 | 14 | 10 | 41    |

### Finales de conférence

#### Dimanche 20 janvier 2013
NFC : 49ers de San Francisco - Falcons d'Atlanta

Match disputé au Georgia Dome d'Atlanta

Statistiques de la rencontre : 49ers - Falcons : 28 - 24 

Note : les 49ers remontent un déficit de 17 points, ce qui constitue le meilleur retour d'une équipe durant une Finale de Conférence NFC. Ce match constitue aussi leur première victoire en extérieur en play-offs depuis la saison 1988.
| Quart-temps | 1  | 2  | 3 | 4 | Total |
| ----------- | -- | -- | - | - | ----- |
| 49ers       | 0  | 14 | 7 | 7 | 28    |
| Falcons     | 10 | 14 | 0 | 0 | 24    |

AFC : Ravens de Baltimore  - Patriots de la Nouvelle-Angleterre

Match disputé au Gillette Stadium de Foxborough

Statistiques de la rencontre : Ravens - Patriots : 28 - 13
| Quart-temps | 1 | 2  | 3 | 4  | Total |
| ----------- | - | -- | - | -- | ----- |
| Ravens      | 0 | 7  | 7 | 14 | 28    |
| Patriots    | 3 | 10 | 0 | 0  | 13    |

### Super Bowl XLVII

#### Dimanche 3 février 2013
AFC-NFC : Ravens de Baltimore  - 49ers de San Francisco

Match disputé au Mercedes-Benz Superdome de La Nouvelle-Orléans

Statistiques de la rencontre : Ravens - 49ers : 34 - 31 

| Quart-temps | 1 | 2  | 3  | 4 | Total |
| ----------- | - | -- | -- | - | ----- |
| Ravens      | 7 | 14 | 7  | 6 | 34    |
| 49ers       | 3 | 3  | 17 | 8 | 31    |

## Faits notables de la saison 2012
- Les Falcons d'Atlanta sont l'équipe à être restée invaincue le plus longtemps cette saison, en remportant ses 8 premières rencontres, avant de connaître une première défaite contre les Saints de La Nouvelle-Orléans sur le score de 31-27, lors de la 10e journée. C'est la première fois de leur histoire que les Falcons restent aussi longtemps invaincus en saison régulière.
- Le 7 octobre, lors d'un match face aux Chargers de San Diego, Drew Brees bat le record vieux de 42 ans, détenu par Johnny Unitas, du plus grand nombre de matchs consécutifs avec au moins un touchdown (47). Il étend le record à 54, jusqu'à une défaite contre les Falcons au cours de la 13e journée, où il signe 5 interceptions pour aucun touchdown.
- Au cours de la 9e journée, un match a opposé pour la première fois deux équipes menées depuis le début de la saison par des quarterbacks rookies et ayant un bilan positif, avec d'un côté les Colts d'Andrew Luck (4-3) et de l'autre les Dolphins de Ryan Tannehill (4-3). Le match s'est conclu sur le score de 23 à 20 pour les Colts, et Andrew Luck y a battu le record de yards lancés par un quarterback rookie en un seul match (433).
- Au cours de la 10e journée, le match entre les 49ers de San Francisco et les Rams de Saint-Louis se termine sur une égalité parfaite, 24-24. C'est le premier match à se terminer sur un score nul depuis le 13-13 entre les Eagles de Philadelphie et les Bengals de Cincinnati durant la saison 2008[19].
- Au cours de la 11e journée, Matt Schaub, le quarterback des Texans de Houston, a amassé 527 yards à la passe en un seul match, lors d'une victoire 43-37 contre les Jaguars de Jacksonville. Cette performance est la deuxième meilleure ex aequo de l'histoire de la NFL en termes de yards lancés, juste derrière les 554 yards lancés par Norm Van Brocklin en 1951.
- Au cours de la même journée, Matt Ryan, le quarterback des Falcons d'Atlanta, lance 5 interceptions durant la victoire 23-19 de son équipe contre les Cardinals de l'Arizona. Il devient le premier quarterback depuis Bart Starr en 1967 à remporter un match après avoir été autant intercepté[20].
- Au cours de la 14e journée, les Seahawks de Seattle infligent une défaite sur le score de 58-0 aux Cardinals de l'Arizona, ce qui constitue l'un des plus importants shutout (match où seule une équipe parvient à marquer) depuis 1970[21]
- Au cours de la 16e journée, Calvin Johnson, le wide receiver des Lions de Détroit, bat le record du plus grand nombre de yards captés en une seule saison (1 892), dépassant les 1 848 yards de Jerry Rice en 1995.
- Au cours de la même journée, Andrew Luck bat le record du plus grand nombre de yards lancés par un rookie en une seule saison (4 183), dépassant les 4 051 de Cam Newton en 2011.